# Pylaemenes guangxiensis
Pylaemenes guangxiensis är en insektsart som först beskrevs av Wen-Xuan Bi och Tao Li 1994.  Pylaemenes guangxiensis ingår i släktet Pylaemenes och familjen Heteropterygidae. Inga underarter finns listade i Catalogue of Life.